# William F. Cassidy

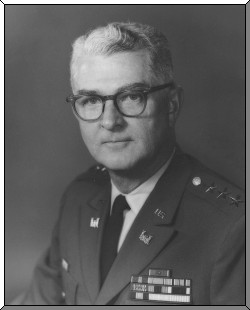
William F. Cassidy

William Frederick Cassidy (* 28. August 1908 in Nome, Alaska; † 31. März 2002 in Orlando, Orange County, Florida) war ein Generalleutnant der United States Army. Er war unter anderem Kommandeur des United States Army Corps of Engineers.
In den Jahren 1927 bis 1931 durchlief William Cassidy die United States Military Academy in West Point. Nach seiner Graduation wurde er als Leutnant den Pionieren (Corps of Engineers) zugeteilt. In der Armee durchlief er anschließend alle Offiziersränge vom Leutnant bis zum Drei-Sterne-General.
In seinen jüngeren Jahren absolvierte er den für Offiziere in den niederen Rangstufen üblichen Dienst in verschiedenen Einheiten und Standorten. Zwischenzeitlich wurde er auch als Stabsoffizier eingesetzt. Als Engineer (Pionier) gehörte unter anderem der Hochwasserschutz, der Ausbau von Hafenanlagen und deren militärischer Verteidigung, und Flussregulierungen sowie der Bau von Schleusen und Stauwerken und der Bau von Flugplätzen zu seinem Aufgabenbereich.
In den Jahren vor dem Zweiten Weltkrieg war er unter anderem in den Engineer-Bezirken um Portland in Oregon, Fort Belvoir in Virginia und Hawaii stationiert. Während des Krieges war er dann bis 1944 in Großbritannien, Nordafrika und Italien eingesetzt, wo er Einheiten kommandierte, die auf den Bau von Militärflugplätzen spezialisiert waren. Anschließend diente er bis 1947 als Stabsoffizier im Hauptquartier des Corps of Engineers. Während des Koreakriegs war Cassidy in Japan eingesetzt, wo er für den Nachschub für die Pioniereinheiten im koreanischen Kriegsgebiet zuständig war. 
Von 1955 bis 1958 war er Kommandeur des Engineer-Bezirks für den Südpazifik (South Pacific Division Engineer). Anschließend wurde er nach Südkorea versetzt, wo er bis 1959 als logistischer Berater für die Streitkräfte dieses Landes tätig war. Danach wurde er erneut zum Hauptquartier des Corps of Engineers versetzt, wo er von 1959 bis 1962 die Abteilung für zivile Arbeiten (Director of Civil Works) leitete. Es folgte in den Jahren 1963 bis 1965 das Kommando über den Army Engineer Center und Fort Belvoir sowie über die Army Engineer School.
Im Juli 1965 übernahm William Cassidy als Nachfolger von Walter K. Wilson Jr. das Kommando über das Corps of Engineers, das er vier Jahre lang bis Juli 1969 innehatte. Nachdem er sein Kommando an Frederick J. Clarke übergeben hatte, ging er in den Ruhestand. Er starb am 31. März 2002 in Orlando in Florida.  

## Orden und Auszeichnungen
William Cassidy erhielt im Lauf seiner militärischen Laufbahn unter anderem folgende Auszeichnungen:
- Army Distinguished Service Medal
- Legion of Merit
- Bronze Star Medal
- South Korean Presidential Unit Citation (Südkorea)